# Tetramorium tosii
Tetramorium tosii är en myrart som beskrevs av Carlo Emery 1899. Tetramorium tosii ingår i släktet Tetramorium och familjen myror. Inga underarter finns listade i Catalogue of Life.

## Bildgalleri

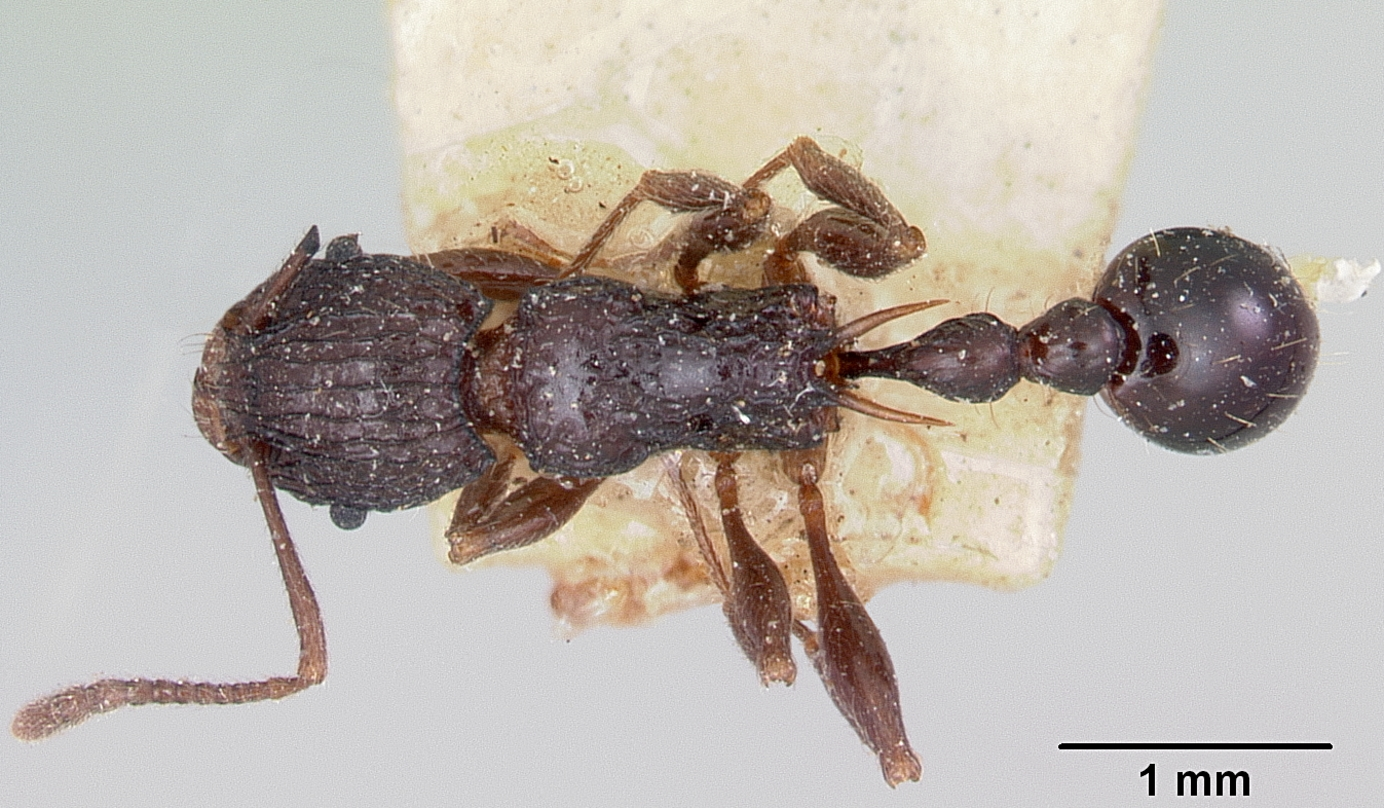
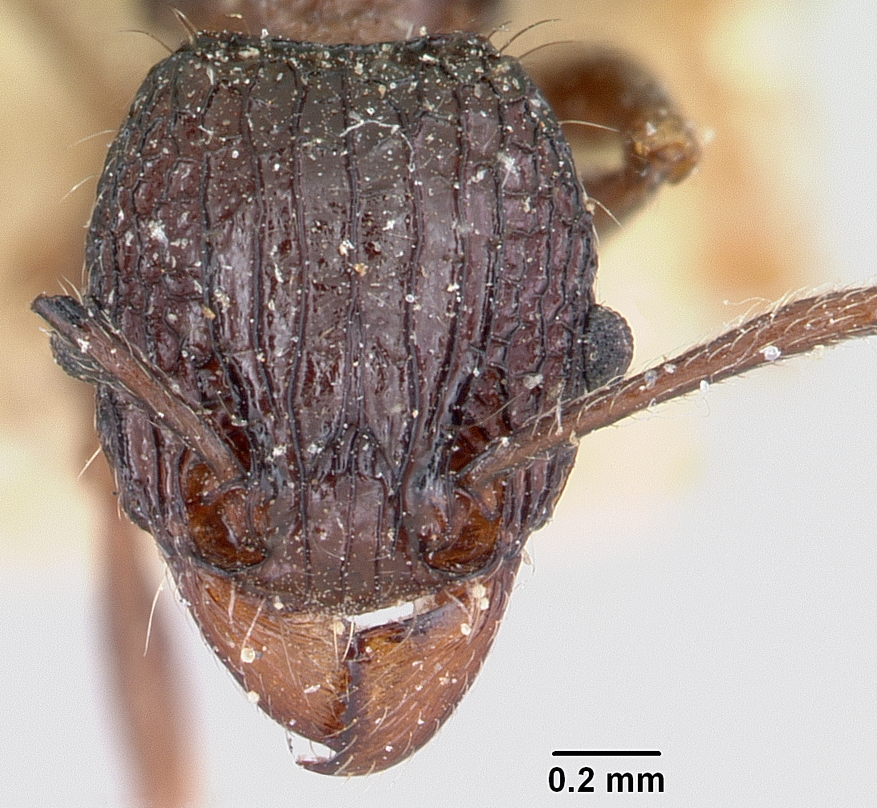
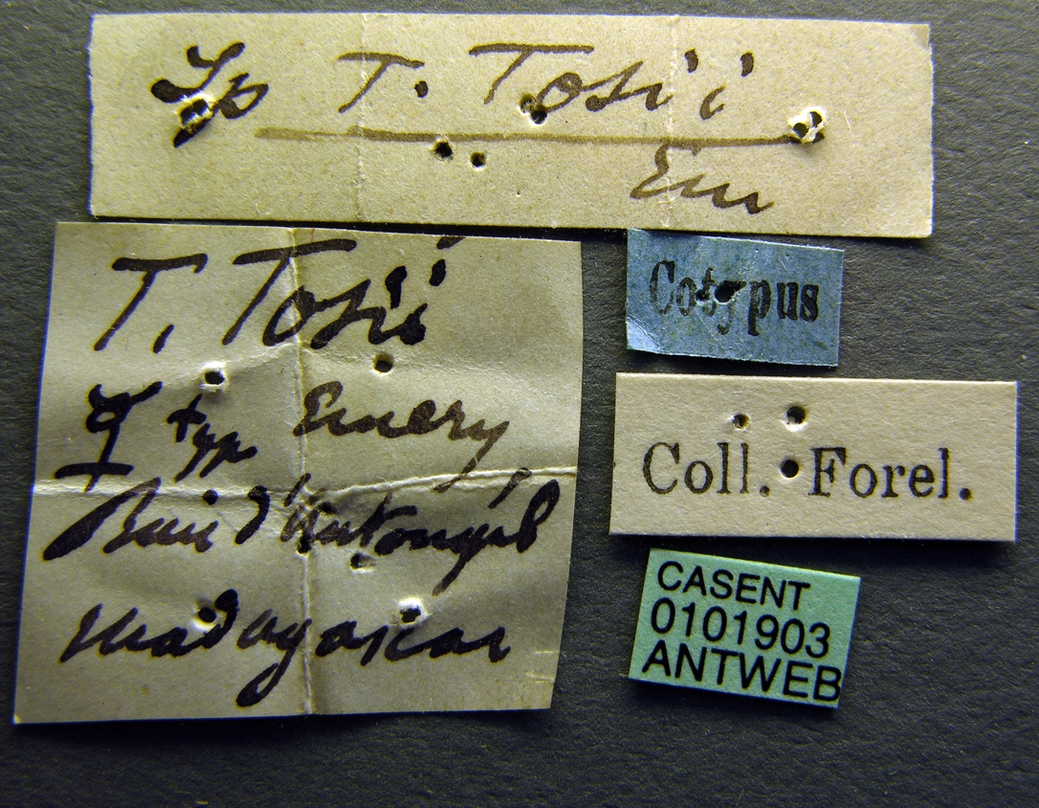
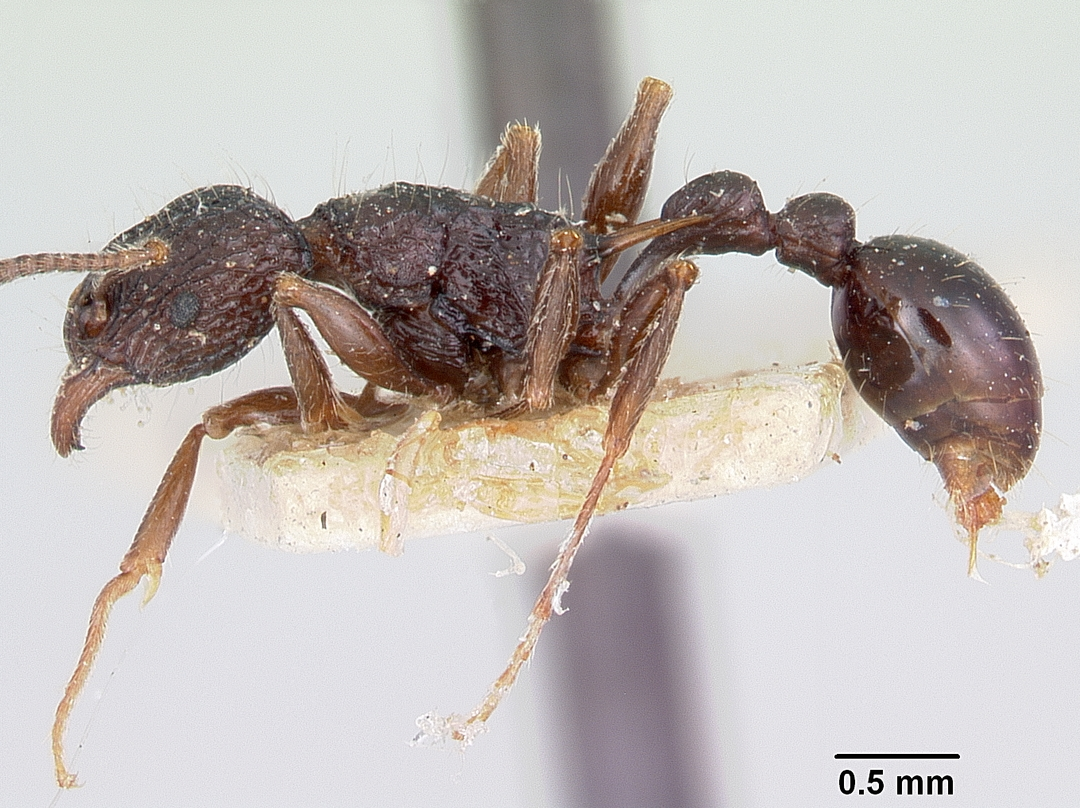
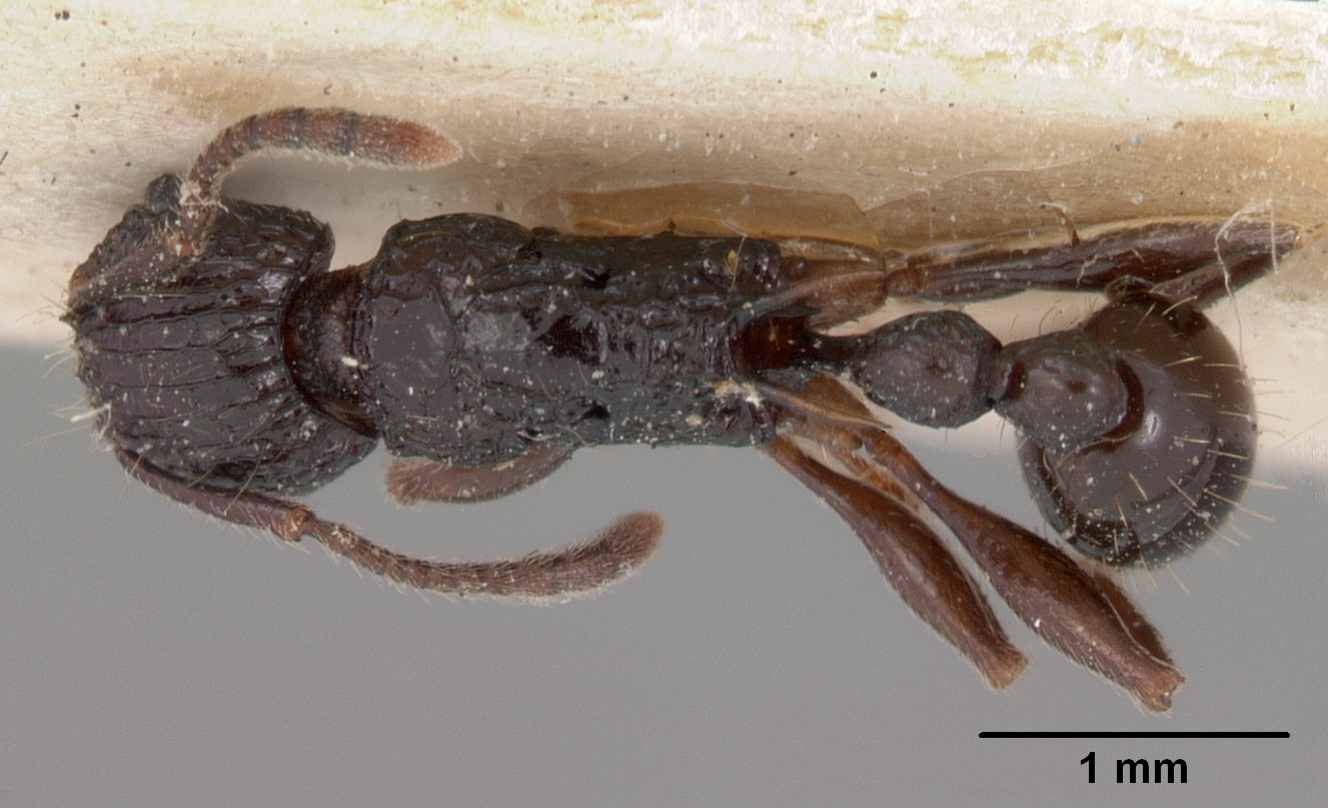
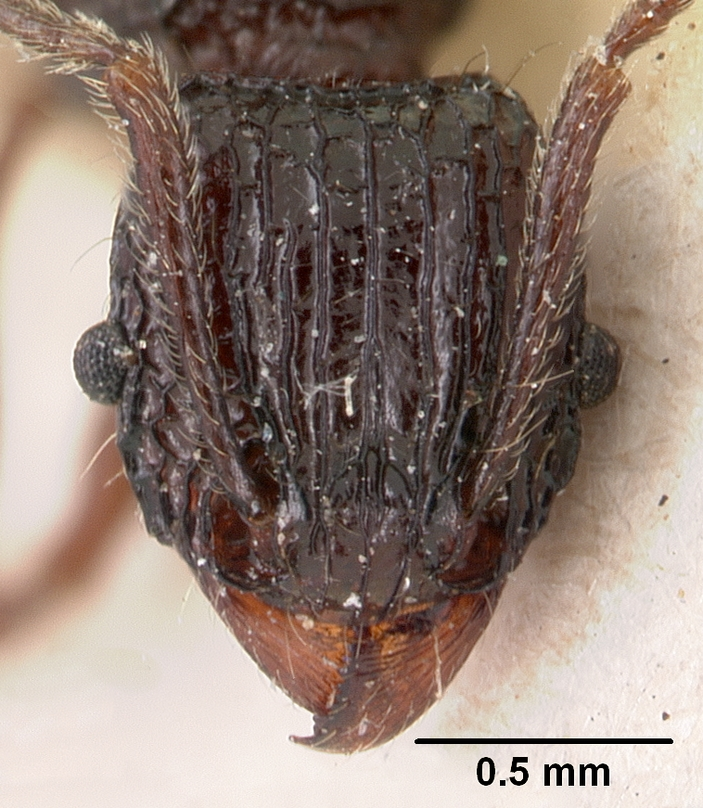